# Torano Nuovo
Torano Nuovo – miejscowość i gmina we Włoszech, w regionie Abruzja, w prowincji Teramo.
Według danych na rok 2004 gminę zamieszkiwało 1675 osób, 167,5 os./km².

## Bibliografia

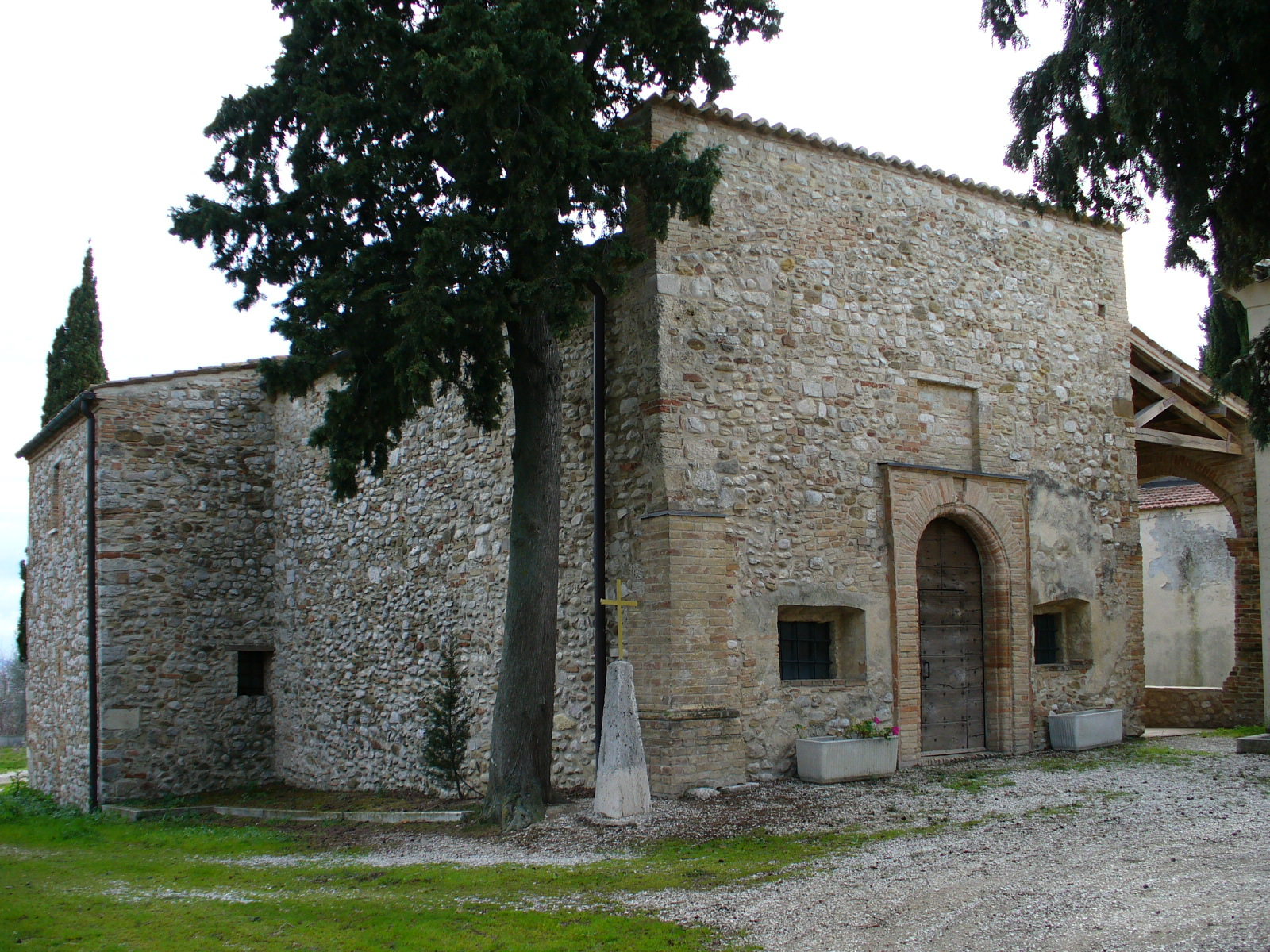